# Łąkie (Lubusz)
Pour les articles homonymes, voir Łąkie.
Łąkie (prononciation : [ˈwɔnkʲɛ]) est un village polonais de la gmina de Skąpe dans le powiat de Świebodzin de la voïvodie de Lubusz dans l'ouest de la Pologne.
Il se situe à environ 2 km au nord de Skąpe (siège de la gmina), 11 km au sud-ouest de Świebodzin (siège du powiat), 26 km au nord de Zielona Góra (siège de la diétine régionale) et 65 km au sud de Gorzów Wielkopolski (capitale de la voïvodie).
Le village comptait approximativement une population de 149 habitants en 2006.

## Histoire
Le nom allemand du village était Lanken.
Après la Seconde Guerre mondiale, avec la mise en œuvre de la ligne Oder-Neisse, le village est intégré à la République populaire de Pologne. La population d'origine allemande est expulsée et remplacée par des polonais.
De 1975 à 1998, le village appartenait administrativement à la voïvodie de Zielona Góra.

Depuis 1999, il appartient administrativement à la voïvodie de Lubusz